# Tomasz Frankowski
Tomasz Frankowski (født 16. august 1974) er en polsk tidligere professionel fodboldspiller.

## Titler
- UEFA Intertoto Cup: 1
  - 1995 med Racing Strasbourg

- Ekstraklasa: 5
  - 1999, 2001, 2003, 2004, 2005 med Wisła Kraków

- Polsk Pokalturnering: 3
  - 2002, 2003 med Wisła Kraków
  - 2010 med Jagiellonia Bialystok

- Polsk Super Cuppen: 2
  - 2001 med Wisła Kraków
  - 2010 med Jagiellonia Bialystok